# Suze Groenewegová
Suzanna „Suze“ Groenewegová (4. března 1875 Strijensas – 19. října 1940 Barendrecht) byla nizozemská politička za Sociaal-Democratische Arbeiderspartij. Byla první ženou v nizozemském parlamentu.

## Životopis
Groenewegová byla učitelkou v Rotterdamu. Aktivně se zabývala vzděláváním a genderovou rovností, ačkoliv nebyla součástí samostatných ženských skupin, ale upřednostňovala práci v rámci strany. Byla též aktivní v rámci abstinenčního svazu a pacifistického hnutí.
Groenewegová byla členkou ústředního výboru sociálnědemokratické strany, SDAP, v roce 1917, kdy bylo zavedeno částečné ženské volební právo: ženy mohly být zvoleny do funkce, ale samy volit nemohly. V roce 1918, v prvním hlasování po zavedení tohoto volebního práva, byla jako první žena zvolena do nizozemského parlamentu.
Dme 1. ledna 1920 dostaly ženy právo také aktivně hlasovat (a tohoto práva mohly poprvé využít při volbách v roce 1922). Suze Groenewegová byla ten samý rok znovuzvolena a členy parlamentu se stalo i šest dalších žen.
Groenewegová zůstala členkou sněmovny až do června 1937. V letech 1919–1931 byla také členkou obecního zastupitelstva Rotterdamu.